# Centre de réception et de contrôle TDF de Limours - Les Molières
Le centre de réception et de contrôle T.D.F de Limours Les Molières, d'une superficie de 22 ha est un centre de réception radioélectrique situé sur la commune de Les Molières. Il est situé à 29 km au Sud-Ouest de Paris, à 19 km à l'Ouest de Rambouillet et à 15 km de Dourdan.

## Historique
L'activité de T.D.F sur le site a cessé dans les années 1990. Il est ensuite racheté par la Communauté de Communes du Pays de Limours.
En 2013 le site est mis à disposition d'un collectif d'artistes par le biais de baux précaires, arrivé à terme en 2016. Ce collectif a réalisé une exposition artistique appelée "Station Mire",.
De 2005 à 2020, le site est utilisé par l'association des Bouchons d'Amour comme dépôt départemental.

## Évolution du site
La commune des Molières, en lien avec la Communauté de Communes du Pays de Limours envisage de développer son activité économique sur ce site avec la création d'une zone d'activité.